# 大全新闻
大全新闻（英語：Newsmax，或译新闻极限，：NMAX），美国保守派新闻媒体，1998年由克里斯托弗·鲁迪创立。

## 影响
2020年美国总统选举期间，总统特朗普大力推崇大全新闻电视，认定其好过竞争对手福克斯新闻频道。